# Pheidole fimbriata
Pheidole fimbriata är en myrart som beskrevs av Julius Roger 1863. Pheidole fimbriata ingår i släktet Pheidole och familjen myror.

## Underarter
Arten delas in i följande underarter:
- P. f. fimbriata
- P. f. tucumana

## Bildgalleri

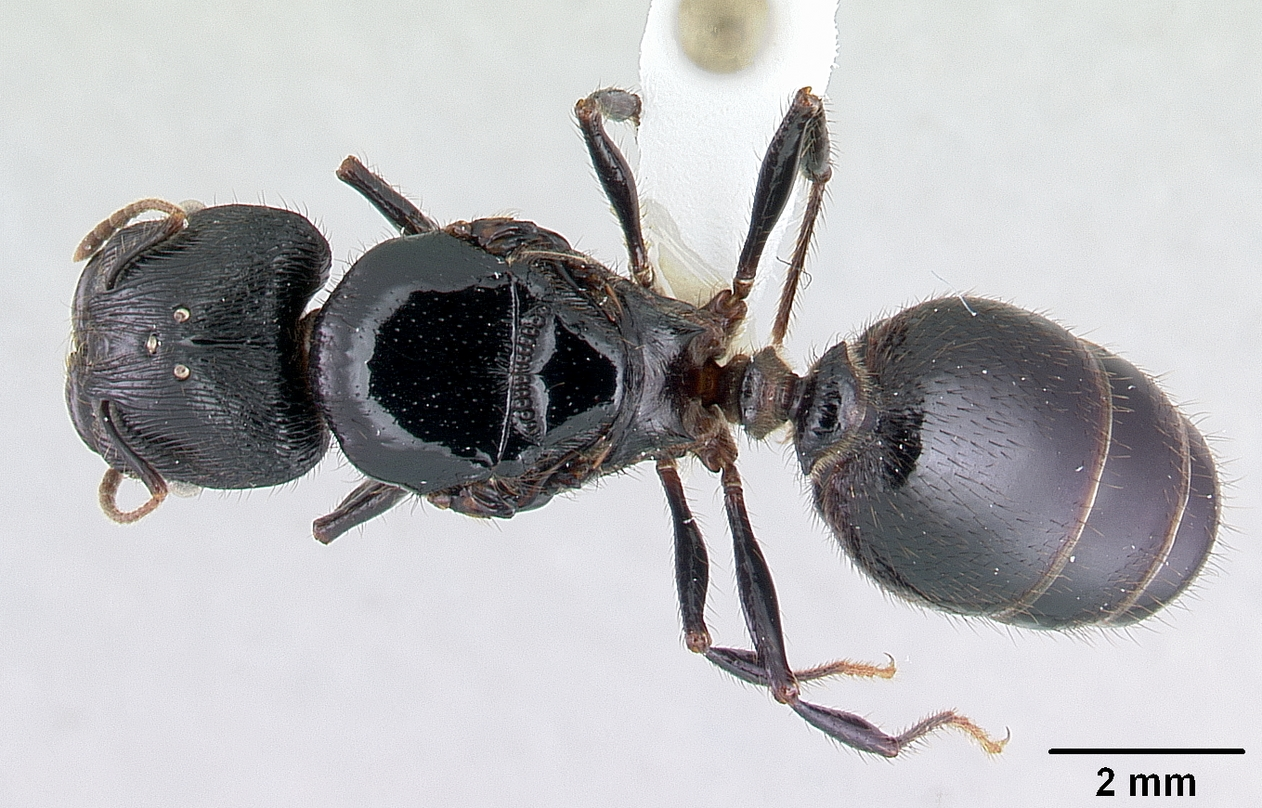
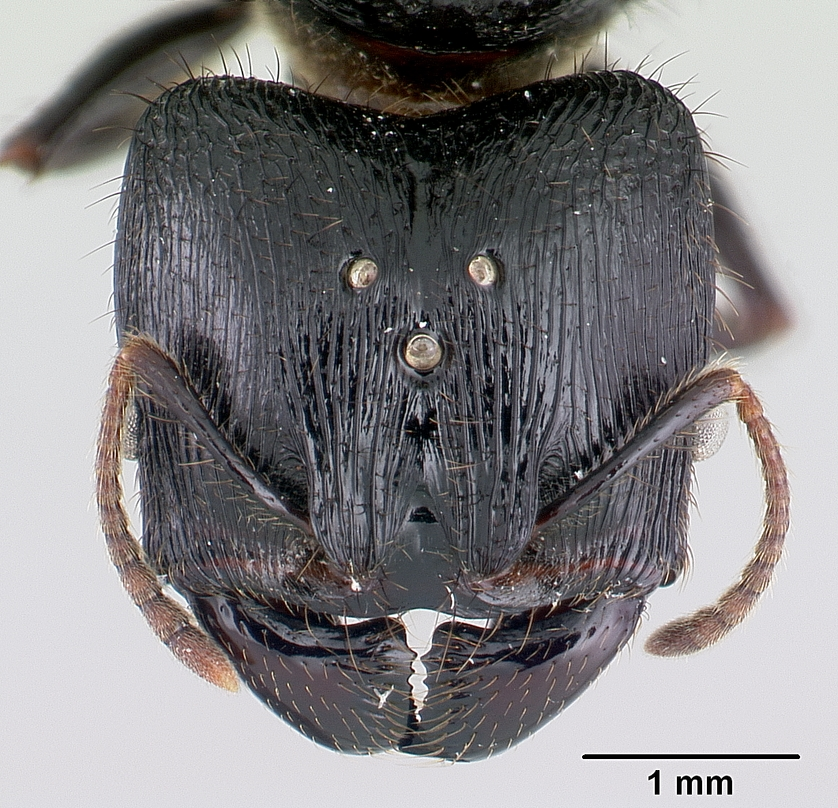
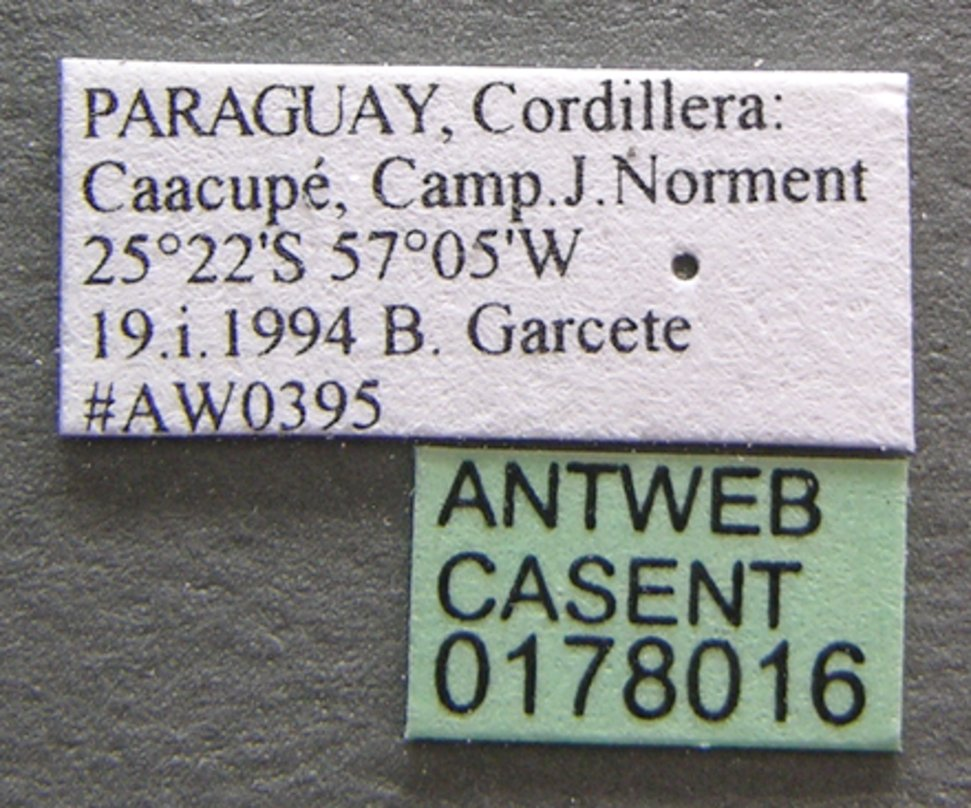
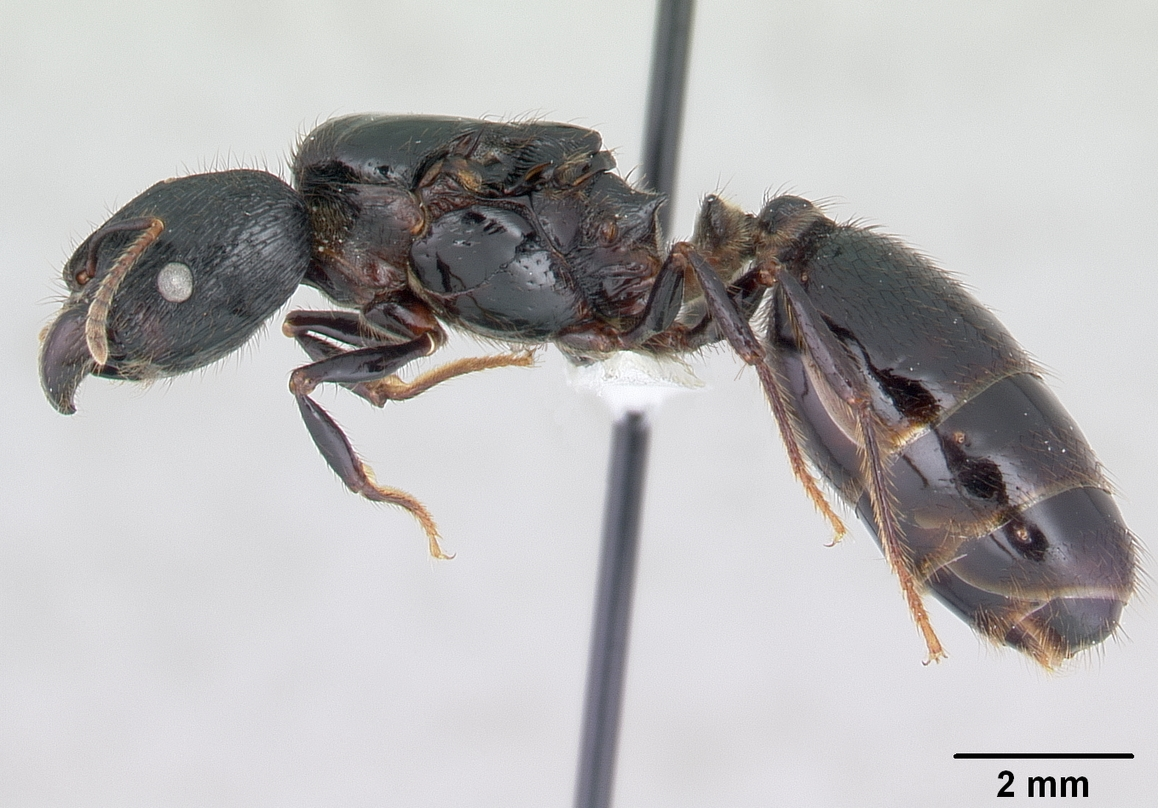
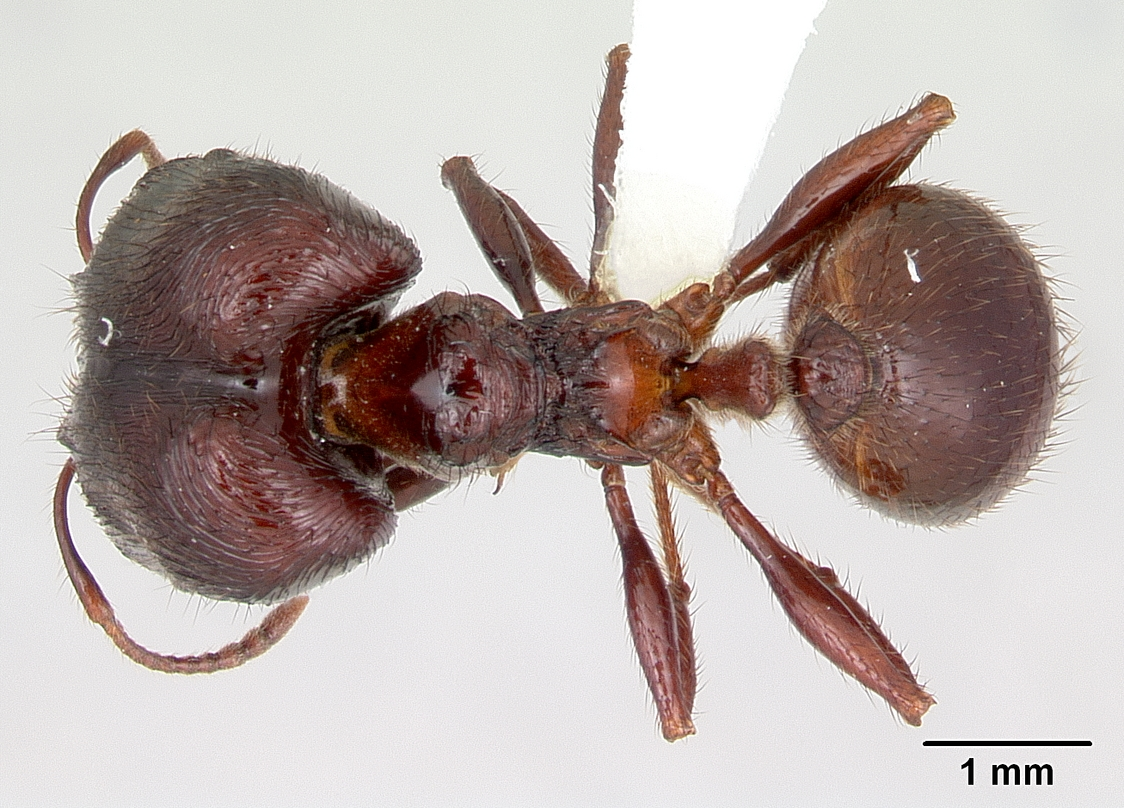
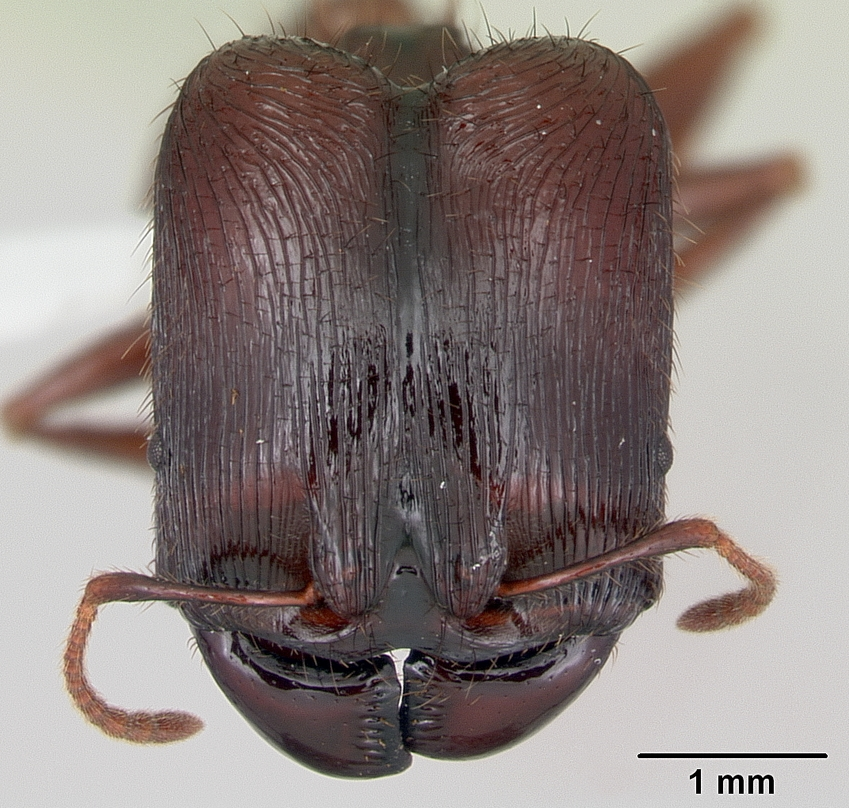